# Jean-Marc Petit
Pour les articles homonymes, voir Petit (patronyme).
Jean-Marc Petit (né en 1961) est un astronome français travaillant actuellement à l'Observatoire de Besançon, composante de l'université de Franche-Comté dans le Doubs en France. Après une thèse à l'Université de Nice, il a effectué un post-doc à l'Université d'Oxford avant d'entrer au CNRS à l'Observatoire de Nice. Il a rejoint l'Observatoire de Besançon en 2001. Entre 1993 et 1994, il a passé un an au Lunar and Planetary Laboratory de l'Université de l'Arizona. Entre 2007 et 2008, il a passé un an au département de Physique et d'Astronomie de l'Université de la Colombie-Britannique.

## Biographie
Petit est connu pour son travail sur la dynamique des anneaux planétaires et pour ses recherches sur les collisions d'astéroïdes, dans le cadre de l'évolution de la ceinture d'astéroïdes. 
Le 18 juillet 1999, il était membre de l'équipe qui a découvert les trois lunes irrégulières d'Uranus, Stephano, Prospero et Setebos. 
Il a également co-découvert les satellites de Saturne, Paaliaq et Ymir et un satellite de Jupiter, Thémisto. 
Il est membre des équipes qui ont découvert les planètes mineures (612911) 2004 XR190, 2001 QW322, (60620) 2000 FD8, (44594) 1999 OX3 et (60621) 2000 FE8. 
L'astéroïde (7740) Petit est nommé en son honneur.
Il ne doit pas être confondu avec l'astronome chilien J. Petit qui a co-découvert deux astéroïdes avec Carlos Torres en 1971.

## Astéroïdes découverts
D'après le Centre des planètes mineures, il a co-découvert 5 astéroïdes numérotés, entre 1999 et 2009.
| (44594) 1999 OX3 [1][2][3]                                                   | 21 juillet 1999 |
| (60620) 2000 FD8 [1][2][3]                                                   | 27 mars 2000    |
| (60621) 2000 FE8 [1][2][3]                                                   | 27 mars 2000    |
| (418993) 2009 MS9 [2][1]                                                     | 25 juin 2009    |
| (468422) 2000 FA8 [1][2][3]                                                  | 27 mars 2000    |
| 1. avec John J. Kavelaars 2. avec Brett J. Gladman 3. avec Matthew J. Holman |                 |